# Wilhelm Frank von Fürstenwerth
Wilhelm Freiherr Frank von Fürstenwerth (* 6. August 1825 in Hechingen; † 14. März 1909 ebenda) war ein deutscher Verwaltungsjurist, Abgeordneter und Richter.

## Leben
Wilhelm Frank von Fürstenwerth studierte ab der Ruprecht-Karls-Universität Heidelberg, der Rheinischen Friedrich-Wilhelms-Universität Bonn und der Eberhard Karls Universität Tübingen Rechtswissenschaft. Er wurde Mitglied des Corps Guestphalia Heidelberg (1844) und des Corps Suevia Tübingen (1846). Nach dem Studium trat er in den preußischen Staatsdienst. Von 1854 bis 1868 war er Oberamtmann des Kreises Hechingen. Als fraktionsloser Abgeordneter vertrat er 1855–1859 den Wahlkreis Hohenzollern im Preußischen Abgeordnetenhaus. 1868 wurde Frank von Fürstenwerth zum Regierungsrat bei der Regierung in Magdeburg ernannt. Später war er Regierungsrat bei der Regierung in Potsdam. Zuletzt war er Oberverwaltungsgerichtsrat am Preußischen Oberverwaltungsgericht in Berlin. Im Ruhestand lebte er wieder in Hechingen.

## Ehrungen
- Charakter als Wirkl. Geh. Oberregierungsrat
- Ehrenbürger der Stadt Hechingen und der Landgemeinden (1868)
- Roter Adlerorden 4. Klasse (1857)
- Königlicher Hausorden von Hohenzollern, Ehrenkreuz 3. Klasse (1866)
- Ritterkreuz des Hohenzollerschen Hausordens (1876)
- Königlicher Kronen-Orden (Preußen) 2. Klasse mit Stern (1898)
- Stern zum Roten Adlerorden 2. Klasse mit Eichenlaub (1899)